# Philtre d'amour
Pour les articles homonymes, voir Philtre et Amour (homonymie).
Un philtre d'amour (ou filtre d'amour) est un philtre, potion, ou élixir imaginaire de rêve, mythe, conte, légende, légende urbaine, fantasme, ou superstition, à base de plantes magiques ou aphrodisiaques, pour faire tomber amoureuses deux personnes qui le boivent, ou l'une d'entre elles.

## Histoire
Les préparations de philtres et élixirs d'amour remontent à l'époque ancienne du guérisseur-chaman, druide celte, sorcier, magicien, alchimiste, apothicaire, marabout d'Afrique, ou charlatan, de l'Antiquité et du Moyen Âge. Ces potions sont de nos jours associées au monde humoristique, fantastique et merveilleux de la magie et sorcellerie, irréel, imaginaire, et fictif, des wicca, conte merveilleux, roman, cinéma, jeu de rôle, et jeu vidéo… Cependant, des gens croient en une efficacité réelle des philtres d'amour.

## Quelques philtres d'amour célèbres
- Circé (magicienne de la mythologie grecque) : à la demande du dieu Glaucos.
- Tristan et Iseut : le roi Marc'h de Cornouailles envoie son neveu Tristan (chevaliers de la Table ronde de la légende arthurienne et de la mythologie celtique) chercher sa promise la princesse irlandaise Iseut, pour l'épouser. Mais Tristan et Iseut tombent amoureux en buvant accidentellement, durant le voyage, le philtre que la reine d’Irlande (mère d'Iseut) a préparé pour le mariage.
- Le Songe d'une nuit d'été de William Shakespeare
- L'Anneau du Nibelung, cycle de quatre opéras de Richard Wagner, inspiré de la Völsunga saga de la mythologie nordique : le prince Siegfried fait le serment de l'épouser à la Valkyrie Brunehilde, mais l’absorption à son insu d'un philtre d'amour et d'oubli, lui fait épouser la fille du roi Gjuki. Se croyant trahie, Brunehilde le fait tuer par vengeance, puis se jette désespérée sur son bûcher funéraire avec L'Anneau du Nibelung (que lui a offert Siegfried et qui attire le malheur à son possesseur) lorsqu'elle comprend la manipulation dont elle a été victime.
- L'elisir d'amore, opéra de Gaetano Donizetti de 1832, inspiré de Tristan et Iseut, avec du vin de Bordeau en guise de philtre.
- Harry Potter, saga de J. K. Rowling : avec la potion Amortentia[1].

The Love Potion (en), Evelyn De Morgan
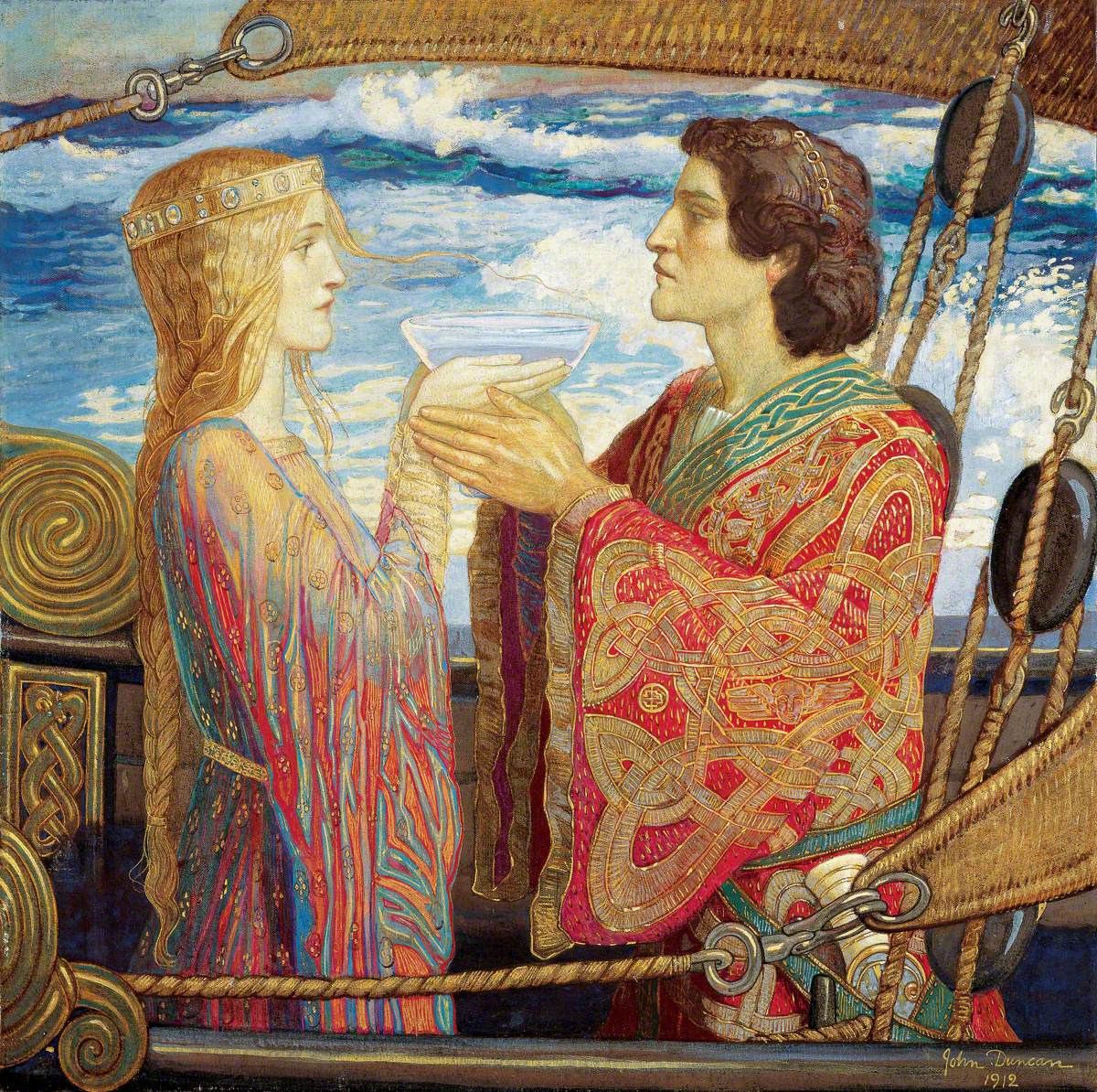
Tristan et Iseut, John Duncan, 1912
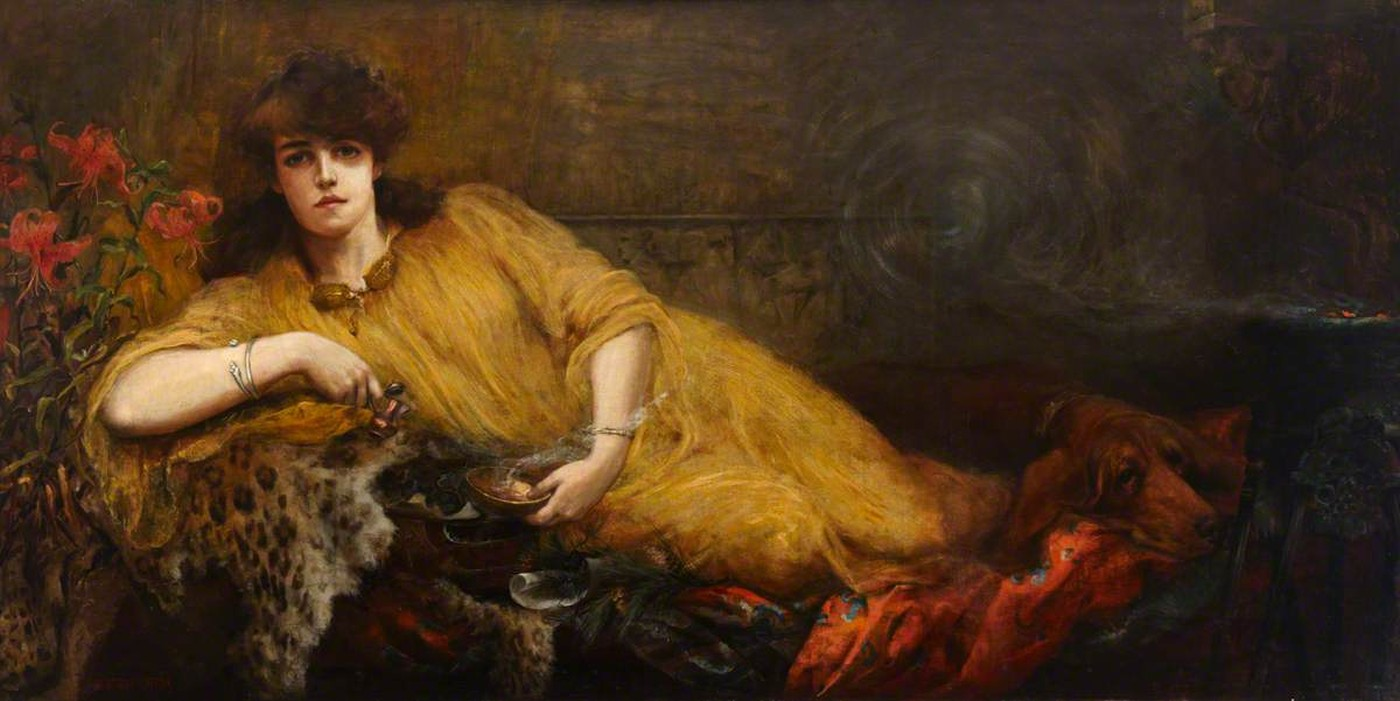
Love potion, Beatrice Offor, v. 1900
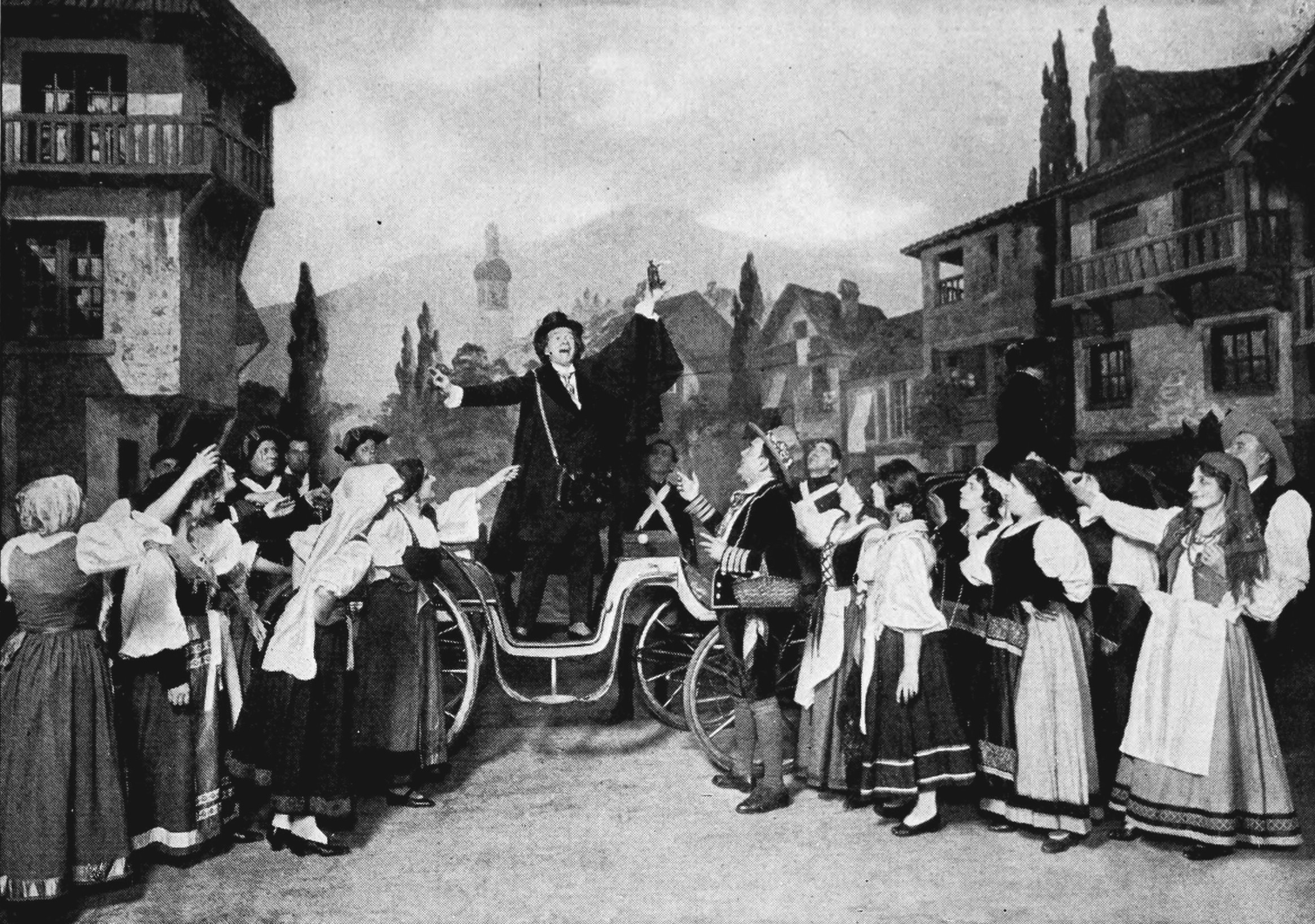
L'elisir d'amore, Gaetano Donizetti, 1832
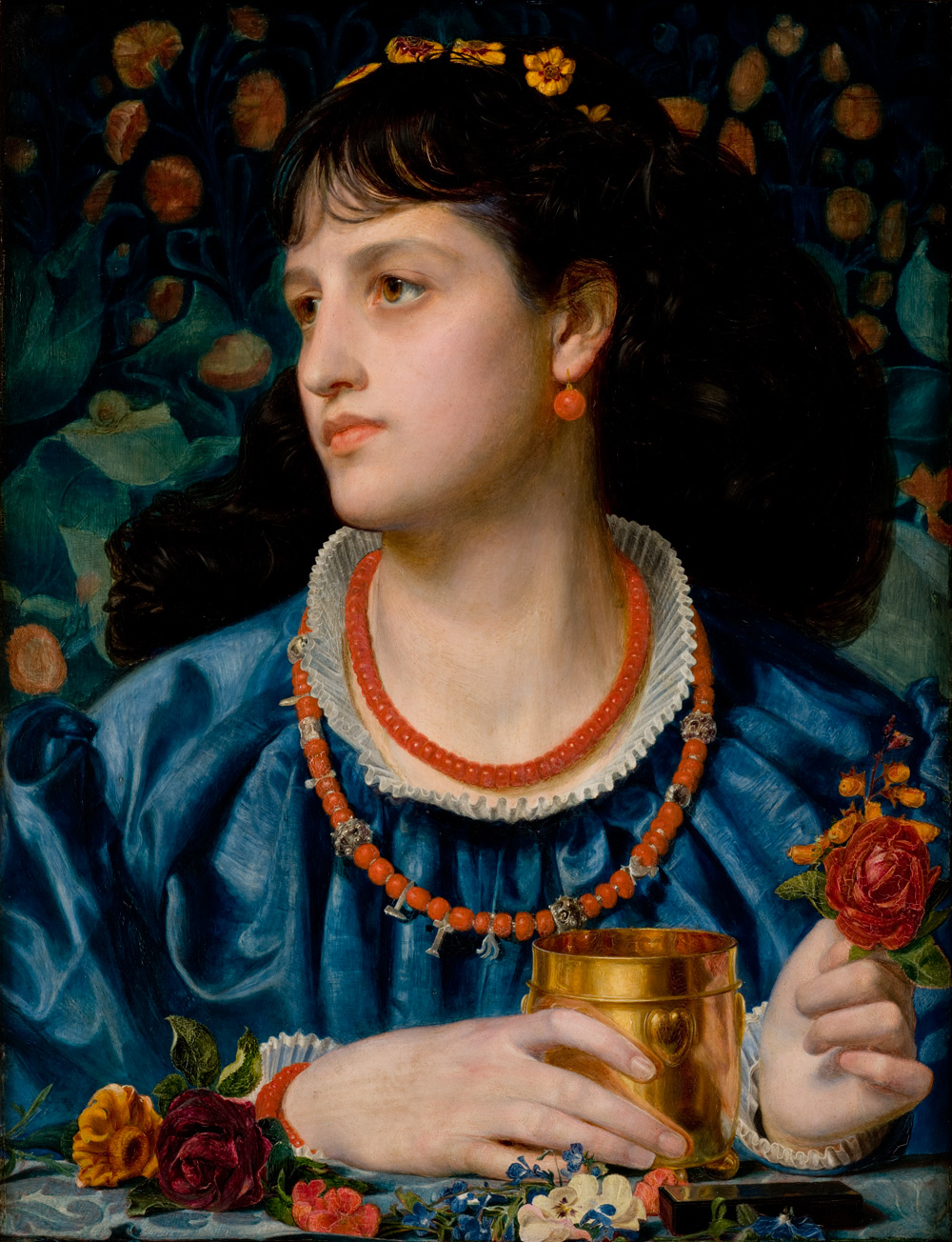
Iseut et la potion d'amour, Frederick Sandys, 1870

## Variantes
- Les philtres d'amour sont des variantes superstitieuses, entre autres du sort ou charme amoureux, talisman, amulette, poupée vaudou, ou rituel…
- Les flèches d'amour d'Éros-Cupidon (dieu de l'amour de la mythologie gréco-romaine, fils de Vénus et de Mars) ont le pouvoir de faire tomber ceux qu'elles frappent amoureux de la première personne rencontrée.
- Les potions antidotes provoquent l'effet inverse de supprimer la passion amoureuse.

## Quelques ingrédients
- Voir plante magique ou aphrodisiaque[2] :
- Ginseng (plante à la réputation aphrodisiaque)
- Hyoscyamus niger (historiquement utilisé dans la préparation des potions d'amour)
- Valériane officinale (autrefois considérée comme un puissant philtre d'amour[3]).
- Belladone (Atropa belladonna)
- Mandragore (Mandragora officinarum, ou pomme de l'amour, utilisée par les druides et les sorcières pour des potions d'amour)
- Céleri : « Si la femme savait ce que le céleri fait à l’homme, elle irait en chercher de Paris à Rome », citation présumé de madame de Pompadour, maîtresse en titre du roi de France Louis XV.